# Fairwood (Maryland)
Fairwood es un lugar designado por el censo ubicado en el condado de Prince George en el estado estadounidense de Maryland. En el Censo de 2010 tenía una población de 5.031 habitantes y una densidad poblacional de 521,19 personas por km².

## Geografía
Fairwood se encuentra ubicado en las coordenadas 38°57′23″N 76°46′25″O / 38.95639, -76.77361. Según la Oficina del Censo de los Estados Unidos, Fairwood tiene una superficie total de 9.65 km², de la cual 9.64 km² corresponden a tierra firme y (0.11%) 0.01 km² es agua.

## Demografía
Según el censo de 2010, había 5.031 personas residiendo en Fairwood. La densidad de población era de 521,19 hab./km². De los 5.031 habitantes, Fairwood estaba compuesto por el 11.23% blancos, el 75.61% eran afroamericanos, el 0.52% eran amerindios, el 7.41% eran asiáticos, el 0% eran isleños del Pacífico, el 1.33% eran de otras razas y el 3.9% pertenecían a dos o más razas. Del total de la población el 4.11% eran hispanos o latinos de cualquier raza.